# Phytomyza lanati
Phytomyza lanati este o specie de muște din genul Phytomyza, familia Agromyzidae, descrisă de Spencer în anul 1966. Conform Catalogue of Life specia Phytomyza lanati nu are subspecii cunoscute.